# 970-979
De jaren 970-979 (van de christelijke jaartelling) zijn een decennium in de 10e eeuw.

## Belangrijke gebeurtenissen

### Byzantijnse Rijk
- 970 : Slag bij Arcadiopolis. Svjatoslav I van het Kievse Rijk voelt zich verraden door de Byzantijnen en keert zich tegen hen.
- 971 : Beleg van Dorostolon. Na de overwinning valt keizer Johannes I van Byzantium Thracië en Bulgarije binnen. Johannes verovert de Bulgaarse hoofdstad en neemt Boris II van Bulgarije gevangen.
- 974 : Johannes begint een veldtocht tegen de Abbasiden en verovert Syrië.
- 976 : Johannes sterft, zijn neef Basileios II Boulgaroktonos, de zoon van keizer Romanos II volgt hem op.

### Kalifaat van de Fatimiden
- 972 - De Fatimiden stichten Caïro als hun nieuwe hoofdstad.
- 977 : De Fatimiden veroveren een groot deel van de Levant.

### Europa
- 973 - Otto I, de eerste die de titel heilige Roomse keizer draagt, overlijdt en wordt opgevolgd door zijn zoon Otto II.
- 977 : Karel, de broer van Lotharius van Frankrijk, spant samen met Keizer Otto II en dat levert hem het hertogdom Neder-Lotharingen op.
- 978 : Daarop steekt Lotharius, met Hugo Capet aan zijn zijde, de Maas over en plundert de Akense koningspalts. In de herfst van dat jaar ging Otto in de tegenaanval. Tijdens het Beleg van Parijs wordt Otto II tot staan gebracht door Hugo Capet.
- De Zweedse handelsstad Birka wordt verwoest door Khazaren. In plaats van haar te herbouwen wordt een nieuwe stad gesticht: Sigtuna.

## Kunst en cultuur

### Architectuur
- 975 - De bouw van de Dom van Mainz begint.

## Onderwijs
- 976 - Stichting van de Yuelu-academie in Changsha (China).

## Heersers

### Europa
- Lage Landen
  - West-Frisia: Dirk II (939-988)
  - Neder-Lotharingen: Karel (977-992)
  - Luik: Heraclius (959-971), Notger (971-1008)
  - Luxemburg: Siegfried (963-998)
  - Vlaanderen: Arnulf II (965-988)

- Heilige Roomse Rijk: Otto I (936-973), Otto II (973-983)
  - Beieren: Hendrik II (955-976), Otto I van Zwaben (976-982)
  - Bohemen: Boleslav II (967-999)
  - Karinthië en Verona: Hendrik de Jongere (976-978), Otto van Worms (978-983)
  - Opper-Lotharingen: Frederik I (959-978), Diederik I (978-1027)
  - Meißen: Gunther (965-976), Thietmar (976-979)
  - Noordmark: Diederik van Haldensleben (965-983)
  - Oostenrijk: Leopold I (976-994)
  - Saksen: Herman Billung (961-973), Bernhard I (973-1011)
  - Zwaben: Burchard III (954-973), Otto I (973-982)

- Frankrijk: Lotharius (954-986)
  - Anjou: Godfried I (958-987)
  - Aquitanië: Willem IV (963-995)
  - Blois, Châteaudun en Tours: Theobald I (943-975), Odo I (975-995)
  - Bourgondië: Hendrik I (965-1002)
  - Chalon: Lambert I (968-978), Adelheid (978-987)
  - Meaux en Troyes: Robert I (943-966), Heribert (966-995)
  - Normandië: Richard I (942-996)
  - Toulouse: Raymond (V) (961-978), Willem III (978-1037)
  - Vermandois: Albert I (946-987)
  - Vexin - Wouter I (943-992)

- Iberisch schiereiland:
  - Barcelona: Borrell II (947-992)
  - Castilië: Ferdinand González (930-970), García I Fernandez (970-995)
  - Cordoba: Al-Hakam II (961-976), Hisham II (976-1009)
  - Leon en Galicië: Ramiro III (967-984)
  - Navarra: García I Sánchez (931-970), Sancho II Garcés (970-994)
  - Portugal: Gonçalo Mendes (950-999)

- Groot-Brittannië
  - Engeland: Edgar (959-975), Eduard de Martelaar (975-978), Ethelred II (978-1013)
  - Deheubarth en Powys: Owain ap Hywel (950-986?)
  - Gwynedd: Iago ab Idwal (950-979), Hywel ab Ieuaf (974-985)
  - Schotland: Culen (967-971), Kenneth II (971-995)

- Italië
  - Benevento: Pandulf I (961-981) en Landulf IV (968-981)
  - Sicilië: Abu al-Qasim (969-982)
  - Spoleto: Pandulf I (967-981)
  - Venetië (doge): Pietro IV Candiano (959-976), Pietro I Orseolo (976-978), Vitale Candiano (978-979), Tribuno Memmo (979-991)

- Scandinavië
  - Denemarken: Harald I (958/964-985)
  - Noorwegen: Harald II (961-976), Harald I van Denemarken (976-986)
    - jarl van Lade (onderkoning): Håkon Sigurdsson (976-995)

  - Zweden: Erik VI (970-995)

- Balkan
  - Bulgarije: Boris II (970-971), Romanus (977-997)
  - Byzantijnse Rijk: Johannes I (969-976), Basileios II (976-1025)
  - Kroatië: Jelena van Zadar (969-975), Stjepan Držislav (969-997)

- Arelat (Bourgondië): Koenraad (937-993)
- Bretagne: Hoël I (958-981)
- Hongarije: Taksony (955-972), Géza (972-997)
- Kiev: Svjatoslav I (962-972), Jaropolk I (972-980)
- Polen: Mieszko I (960?-992)

### Azië
- China (Song): Taizu (960-976), Taizong (976-997)
  - Noordelijke Han: Liu Chengjun (954-970), Liu Ji'en (970), Liu Jiyuan (970-982)
  - Zuidelijke Han: Liu Chang (958-971)
  - Liao:Jingzong (969-982)
  - Zuidelijke Tang: Li Yu (961-975)
  - Wuyue: Qian Chu (947-978)
- India
  - Chalukya: Tailapa II (973-997)
  - Chola: Parantaka II (957-970), Uttama (970-985)
  - Rashtrakuta: Khottiga (967-972), Karka II (972-973), Indra IV (973-982)
- Georgië
  - Abchazië: Theodosius III (?-978), Bagrat III (978-1008/1014)
  - Kartli: Bagrat II (958-994)
- Japan: En'yu (969-984)
- Khmer-rijk (Cambodja): Jayavarman V (968-1001)
- Korea (Goryeo): Gwangjong (949-975), Gyeongjong (975-981)
- Perzië en Mesopotamië
  - Boejiden: 'Adud al-Dawla (949-983)
  - Ghaznaviden: Sabuktigin (977-997)
  - Samaniden: Mansur I (961-976), Nuh II (976-997)

### Afrika
- Fatimiden: Abu Tamim Ma'ad al-Mu'izz (953-975), Abu'l Mansur Nizar al-Aziz (975-996)
- Marokko (Idrisiden): Al Hassan ben Kannun (954-974)
- Tunesië (Ziriden): Buluggin ibn Ziri (973-983)

### Religie
- paus: Johannes XIII (965-972), Benedictus VI (973-974), Benedictus VII (974-983)
  - tegenpaus: Bonifatius VII (974)
- patriarch van Alexandrië (Grieks): Elias I (963-1000)
- patriarch van Alexandrië (koptisch): Mina II (956-974), Abraham (975-978), Filoteüs (979-1003)
- patriarch van Antiochië (Grieks): Theodorus II (966-977), Agapius (977-995)
- patriarch van Antiochië (Syrisch): Johannes VI Sarigta (965-985)
- patriarch van Constantinopel: Polyeuctus (956-970), Basilius I Skamandrenus (970-974), Antonius III Studites (974-980)
- kalifaat van Bagdad (Abbasiden): Al-Muti (946-974), At-Ta'i (974-991)
- aartsbisdom Canterbury: Dunstan (959-988)
- aartsbisdom Keulen: Gero (969-976), Warin (976-984)
- aartsbisdom Maagdenburg: Adalbert (968-981)
- aartsbisdom Reims: Adalbero (969-988)
- aartsbisdom Trier: Diederik I (965-977), Egbert (977-993)

<< · 970 · 971 · 972 · 973 · 974 · 975 · 976 · 977 · 978 · 979 · >>
<< · 900-909 · 910-919 · 920-929 · 930-939 · 940-949 · 950-959 · 960-969 · 970-979 · 980-989 · 990-999 · >>